# 喬治·福斯特 (殺人犯)
喬治·福斯特（以下簡稱福斯特）被判在倫敦帕丁頓運河溺死他的妻子和孩子並將屍體遺棄。 1803 年 1 月 18 日，他在纽盖特監獄被絞刑，之後他的遺體被帶到附近的一所房子，並由意大利科學家Giovanni Aldini執行一項實驗。 

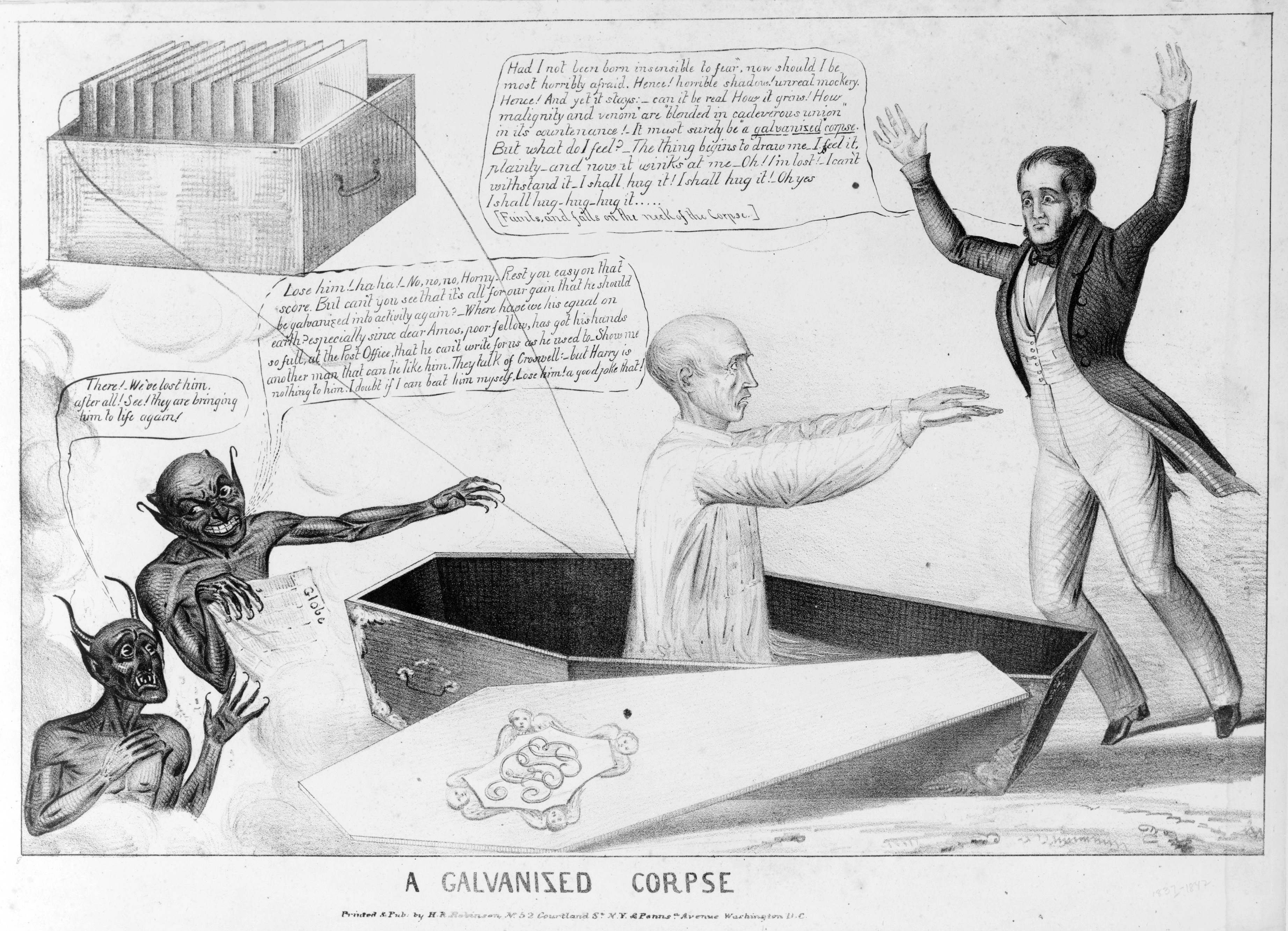
關於此項實驗的插圖

在處決之後，遺體交由Aldini並開始主導實驗，Aldini與同樣是科學家的同行Luigi Galvani的侄子，也是用電流刺激肌肉的方法（稱為電流法）的高度支持者。 他在福斯特遺體身上進行了對於人體通過電流的肌肉反應實驗。 《紐蓋特日報》提到：「第一次將電流法用於人體臉部，已故罪犯遺體的下巴開始顫抖，電擊施放的附近肌肉開始嚴重扭曲，其中一隻眼睛上睜開了......在持續施放電流後，遺體的右手開始握拳，大腿肌肉開始產生反應。」 （節錄自紐蓋特監獄的處決紀錄） 
在場的一些人相信福斯特正在復活（ 《紐蓋特日報》提到，即使它復活了也會被重新處決，因為他的判決是“絞刑直到死亡”），順帶一題，在場觀看的外科醫生帕斯先生非常震驚，在離開實驗會場後不久因為過度震驚而去世。 　但事實上福斯特在被處決後血液已經被抽乾，脊髓也被切斷了。